# 2426 Симонов
2426 Симонов (енгл. 2426 Simonov) је астероид главног астероидног појаса са пречником од приближно 24,04 .
Афел астероида је на удаљености од 3,253 астрономских јединица (АЈ) од Сунца, а перихел на 2,568 АЈ.
Ексцентрицитет орбите износи 0,117, инклинација (нагиб) орбите у односу на раван еклиптике 8,482 степени, а орбитални период износи 1813,870 дана (4,966 године).
Апсолутна магнитуда астероида је 11,40 а геометријски албедо 0,084.
Астероид је откривен 26. маја 1976. године.